# Orenco IL-1
El Orenco IL-1 fue un biplano de enlace biplaza estadounidense construido para el Ejército de los Estados Unidos por la Ordnance Engineering Corporation (Orenco).

## Diseño y desarrollo
El Model E-2 era un biplano convencional propulsado por un motor Liberty 12 de 298 kW (400 hp) y fue designado IL-1 (Infantry Liaison, Enlace de Infantería) por el Ejército. Volado por primera vez en 1919, fueron construidos dos aviones y evaluados por el Ejército en McCook Field con las matrículas de evaluación P-147 y P-168, pero el modelo no entró en producción.

## Operadores
Estados Unidos
- Servicio Aéreo del Ejército de los Estados Unidos

## Especificaciones
Referencia datos: Aerofiles

### Características generales
- Tripulación: Dos
- Longitud: 9,8 m (32 ft)
- Envergadura: 14 m (46 ft)
- Altura: 3,61 m[3]
- Superficie alar: 56 m²[3]
- Peso vacío: 1555 kg[3]
- Peso cargado: 2289 kg[3]
- Planta motriz: 1× motor lineal V-12 refrigerado por agua Liberty 12.
  - Potencia: 300 kW (414 HP; 408 CV)

### Rendimiento
- Velocidad nunca excedida (Vne): 209 km/h (130 MPH; 113 kt) al nivel del mar[3]
- Alcance: 653 km[3]
- Tiempo a altitud:

  - 14 minutos a 3000 m
  - 29 minutos a 4600 m

## Aeronaves relacionadas

### Secuencias de designación
- Secuencia Alfabética (interna de Orenco): ← Type B - Type C - Type D - Type E-2 - Type F Tourister - Type H - Type I Sport Boat
- Secuencia IL-_ (Enlace de Infantería del USAAS, 1919-1924): IL-1